# 吕米伊 (加来海峡省)
吕米伊（法語：Rumilly，法語發音：[ʁymiji]）是法国上法蘭西大區加来海峡省的一个市镇，属于蒙特勒伊区。该市镇2009年时的人口为254人。

## 人口
吕米伊人口变化图示
| 数据来源：INSEE |